# Frank Pavich
Frank Pavich és un director i productor de cinema croat estatunidenc.

## Carrera professional
La primera pel·lícula de Pavich com a director va ser N.Y.H.C., un llargmetratge documental sobre l'escena musical del hardcore de Nova York. La pel·lícula es va rodar l'estiu de 1995 i es va estrenar en VHS el 1999. El 2008, Halo 8 Entertainment la va llançar com a part d'una edició especial de dos DVD.
El 2003, Pavich va coproduir la pel·lícula de comèdia satírica Die, Mommie, Die!.
Entre el 2011 i el 2013, Pavich va dirigir el seu segon documental, Jodorowsky's Dune. La pel·lícula es va estrenar a la secció Quinzena de Cineastes del 66è Festival Internacional de Cinema de Canes, i fou projectada a molts altres festivals, inclosos el Festival de Cinema de Telluride i el Festival Internacional de Cinema de Toronto. Al Fantastic Fest, la pel·lícula va guanyar tant el premi del públic com el millor documental. El 2014, la pel·lícula es va estrenar als cinemes dels Estats Units per Sony Pictures Classics, i va ser preseleccionada per a un Premi Oscar al millor llargmetratge documental. Actualment manté una puntuació del 98% a Rotten Tomatoes, el que el converteix en un dels les pel·lícules amb millors ressenyes d'aquell any. Al XLVI Festival Internacional de Cinema Fantàstic de Catalunya va guanyar el Gran Premi del Públic i una menció especial del jurat.
El gener de 2023, Pavich va publicar un assaig a The New York Times relacionat amb Jodorowsky's Dune (i més) que implicava obres d'art generades per la programació d'intel·ligència artificial (A.I.).

## Filmografia
| Any  | Títol             | Acreditat com | Acreditat com |
| Any  | Títol             | Director      | Productor     |
| ---- | ----------------- | ------------- | ------------- |
| 1999 | N.Y.H.C.          | Sí            | Sí            |
| 2003 | Die, Mommie, Die! | No            | Sí            |
| 2013 | Jodorowsky's Dune | Sí            | Sí            |